# ワット・シーサケット

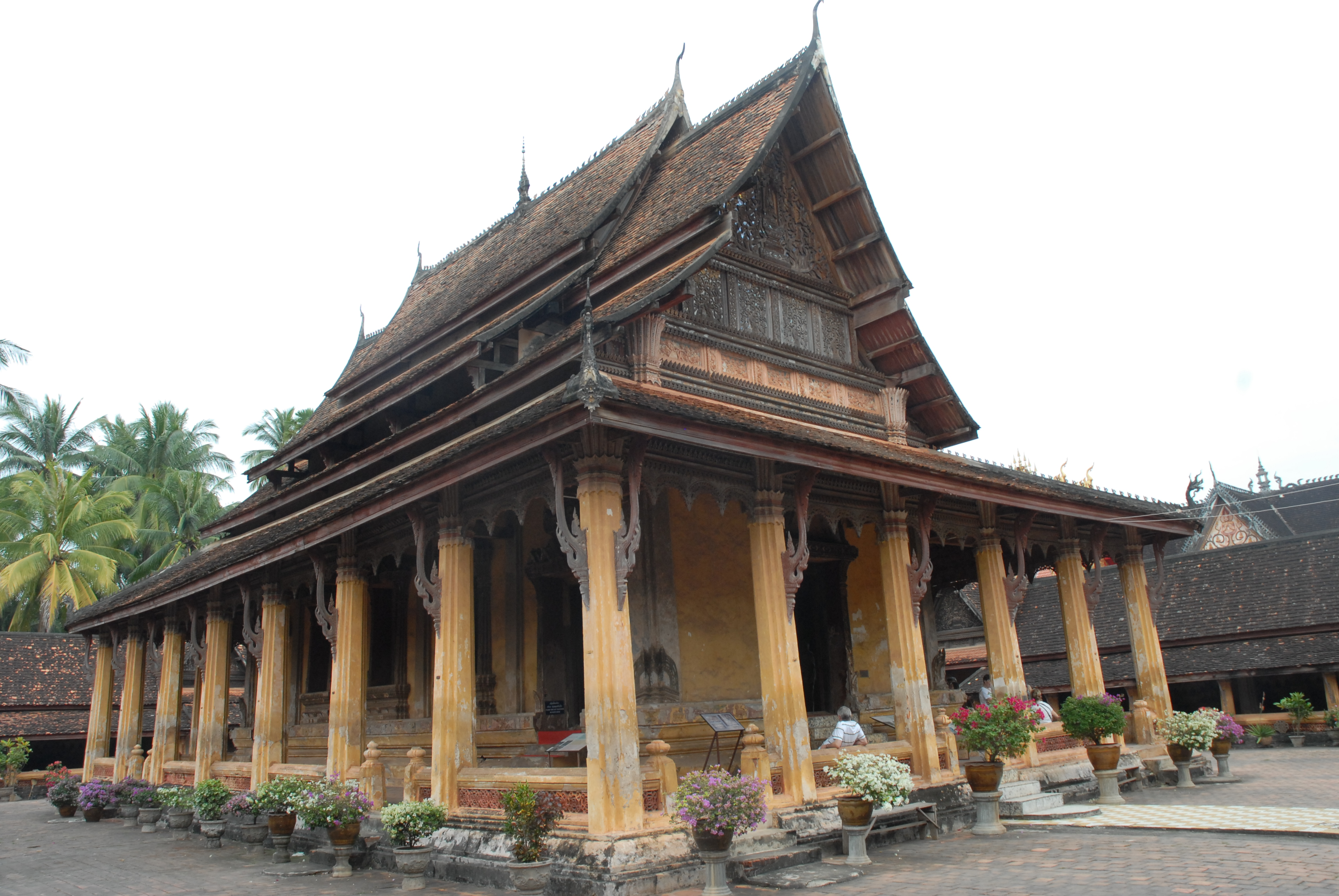
ワット・シーサケット

ワット・シーサケット（Wat Si Saket）は、ラオスのビエンチャンにある仏教寺院。建立当時の様式を保っている点でビエンチャン最古である。

## 概要

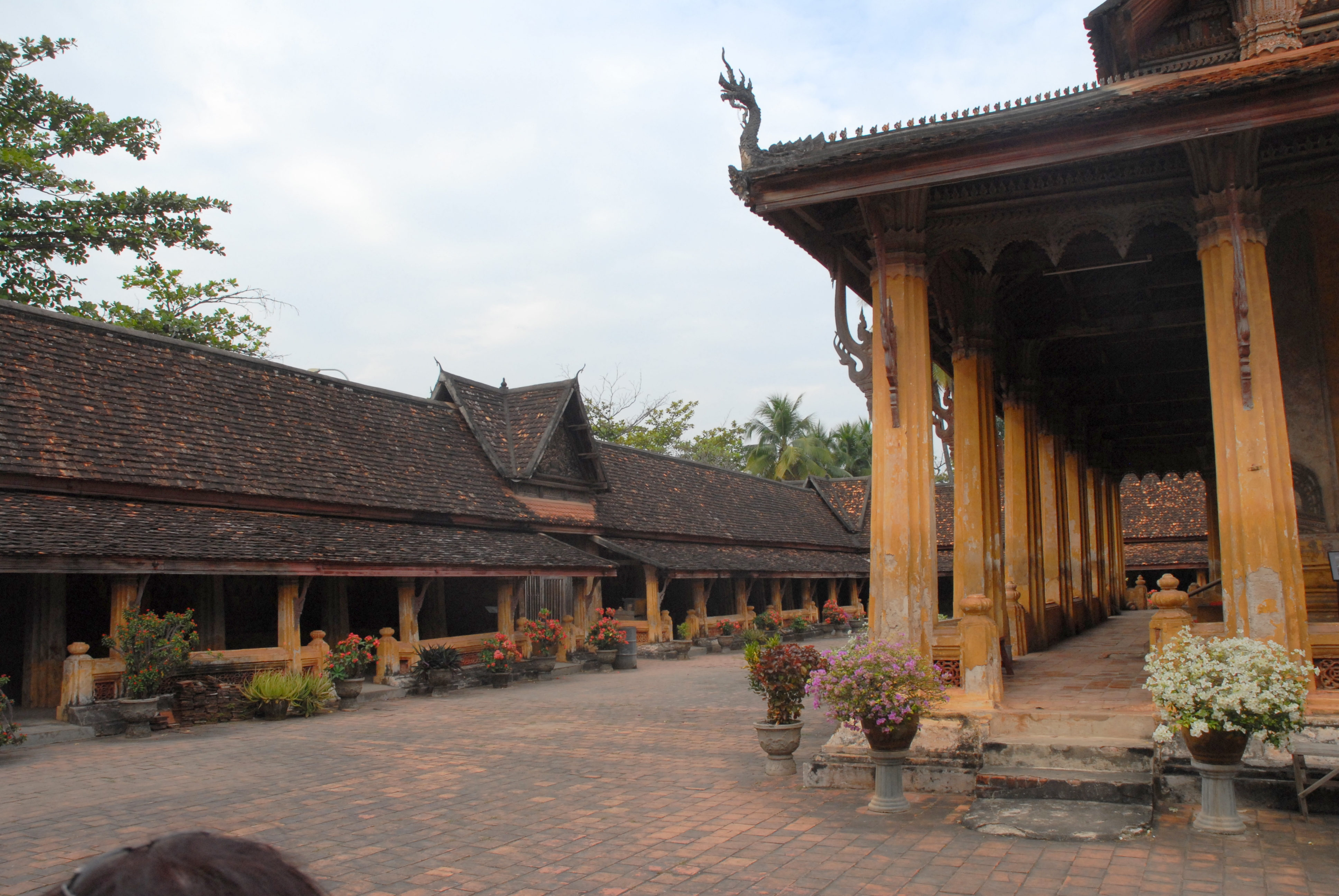

1551年にセーターティラート王による建立と伝えられるビエンチャン最古の寺院である。現在の建物は王国時代の1818年（1824年説あり）に建設されたもの。優美な大屋根が特徴のルアンパバーン様式に対し、本堂を取り囲むように広縁風のベランダを持つビエンチャン様式である。ランサーン王国が分裂した18世紀以後、ラオスでは度重なる戦火に見舞われたために貴重な歴史的建造物の多くが破壊されたが、この寺院は建立当時の原形をとどめており価値が高い。1837年のホー族の反乱により収蔵品の多くが略奪された。本堂内には2052体に及ぶ仏像が並び壮観である。また回廊には3420の小さな穴が彫られ、それぞれに2体ずつの仏像が安置される。ほとんどは度重なる戦いによって、眼球として嵌めこまれていた宝石や頭部の装飾用の金細工などが持ち去られている。
ラーンサーン通りに面した3層の建物はホータイ（経蔵）であり、重要な仏典などが記された木簡などが保管されている。1824年にはアヌ王と民衆が歴史的価値のあるカバンおよび文献などをホータイに奉献し、これを記念するパレードが執り行われ寺院と王宮の間を3日3晩練り歩いたという。
すぐ南向かいにはワット・ホーパケオがある。

## 入場
- 入場料 30000kip (2024/09現在)
- 入場時間 8:00-12:00、13:00－16:00
- 年中無休

本堂内は撮影禁止。

## 交通アクセス
- ナンブ広場からセーターティラート通りを東へ約300ｍ。

## 参考サイト
- 『地球の歩き方ラオス（2011~2012年版）』

座標: 北緯17度57分47秒 東経102度36分42秒 / 北緯17.96306度 東経102.61167度